# شنيماندل
شنيماندل هي التميمة الرسمية لدورة الألعاب الأولمبية الشتوية لعام 1976 ، التي أقيمت في إنسبروك في النمسا في فبراير 1976. وهي أيضًا أول تميمة رسمية للألعاب الأولمبية الشتوية. تمثل التميمة رجل ثلج تيرولي يُدعى شنيمان ( [ˈʃneːˌman] ، "رجل الثلج" باللغة الألمانية )، أنشأه والتر بوتش، ويمثل البساطة في الألعاب. يرتدي شنيماندل قبعة تيرولية [الإنجليزية] وهي قبعة تقليدية لمنطقة إنسبروك. كان الرأي العام حول هذا الأمر منقسمًا إلى حد ما، لكن نجاحه المالي كان غير قابل للجدال. كان شنيماندل يعتبر أيضًا تميمة حظ. وفي دورة الألعاب الأولمبية عام 1964 في إنسبروك، ظل نقص الثلوج راسخًا في الذاكرة، وكان المنظمون يخشون حدوث سيناريو مماثل في عام 1976. لكن الألعاب الشتوية لعام 1976 قدمت بثلوج كثيفة. 